# Xilazina
La xilazina è un sedativo, miorilassante ed analgesico iniettabile, usato in veterinaria. Appartiene alla famiglia degli agonisti alfa-2 adrenergici, farmaci che provocano tra l'altro sedazione e analgesia, attraverso la stimolazione dei recettori alfa2-adrenergici. Nel cane e nel gatto la xilazina ha anche effetto emetico e comporta una iniziale ipertensione arteriosa, seguita da ipotensione e bradicardia. Inoltre sensibilizza il cuore all'azione aritmizzante dell'adrenalina (avviene in tutte le specie). I bovini sono circa 10 volte più sensibili a tale farmaco. La xilazina è caratterizzata da un rapido assorbimento e da metabolizzazione altrettanto rapida che termina con l'escrezione urinaria.

## Controindicazioni
Evitare la contemporanea somministrazione di adrenalina.
Attenzione ai pazienti con epilessia, con problemi cardiaci, con ipotensione arteriosa, con disfunzioni renali ed epatiche.

## Usi clinici
Nel cane, nel gatto e nel cavallo viene usato come pre-anestetico riducendo così del 50% la dose di barbiturico o dell'anestetico inalatorio.
Nel gatto viene utilizzato come emetico.
Viene inoltre usato nella cattura degli esotici tramite fucile-siringa.